# Silhouettes
"Silhouettes" är en singel av den svenska houseproducenten och DJ:n Avicii med sång av Salem Al Fakir. Låten släpptes den 27 april 2012 i Sverige. Låten hade läckt ut på nätet tidigare under 2011, men med ett annat röstläge. Singeln har sålt guld i Sverige.

## Låtens musikvideo
Musikvideon till Silhouettes släpptes den 7 juni 2012 på Youtube och hade på mindre än en månad visats över tre miljoner gånger. Den hade i oktober visats över tio miljoner gånger. Skådespelaren Kjell Bergqvist medverkade i videon som doktor.

## Låtlista
Digital nedladdning
| Nr | Titel                             | Längd |
| -- | --------------------------------- | ----- |
| 1. | Silhouettes (Original Radio Edit) | 3:31  |
| 2. | Silhouettes (Original Mix)        | 7:00  |

## Listplaceringar[4]
| Lista                          | Topplacering |
| ------------------------------ | ------------ |
| Danmark (Tracklisten)          | 27           |
| Nederländerna (Single Top 100) | 43           |
| Sverige (Sverigetopplistan)    | 11           |
| Österrike (Ö3 Austria Top 40)  | 26           |